# Національна рада захисту Батьківщини
Національна рада захисту Батьківщини (фр. Conseil national pour la sauvegarde de la patrie, CNSP) — правляча військова хунта Нігеру після державного перевороту 2023 року.

## Утворення
Увечері 26 липня 2023 року полковник-майор ВПС Нігеру Амаду Абдраман в ефірі державного телеканалу Télé Sahel заявив, що президента Мохамеда Базума, якого раніше затримала президентська охорона в його офіційній резиденції в столиці Ніамеї, було усунуто від влади, і оголосив про створення хунти. Сидячи в оточенні дев'яти інших офіцерів у військовій формі, він заявив, що сили оборони та безпеки вирішили повалити уряд Базума «через погіршення ситуації з безпекою і поганим управлінням». Він також оголосив про скасування дії конституції країни, призупинення роботи державних установ, закриття кордонів країни та загальнонаціональну комендантську годину з 22:00 до 05:00 за місцевим часом до подальшого повідомлення, застерігаючи від будь-якого іноземного втручання.
27 липня полковник Абдраман оголосив по телебаченню, що вся діяльність політичних партій в країні має бути призупинена на невизначений термін. Керівництво Збройних сил Нігеру опублікувало заяву за підписом начальника штабу армії генерала Абду Сідіку Ісса про підтримку перевороту, посилаючись на необхідність «зберегти фізичну недоторканність» президента і його сім'ї та уникнути «смертельної конфронтації…, яка може призвести до кровопролиття і вплинути на безпеку населення».

## Керівництво
28 липня командир президентської гвардії генерал Абдурахаман Сіані проголосив себе президентом Ради у своєму зверненні на телеканалі Télé Sahel. Він заявив, що переворот був здійснений, щоб уникнути «поступового і неминучого занепаду» країни, і сказав, що Базум намагався приховати «сувору реальність» країни, яку він назвав «купою загиблих, переміщених осіб, принижень і розчарувань». Він також розкритикував урядову стратегію безпеки за її нібито неефективність, але не назвав термінів повернення до мирного правління.

## Відомі особи
- Абдурахаман Сіані
  - Президент
- Амаду Абдраман
  - Речник
- Мусса Салау Барму
  - Член